# Janov (ort i Tjeckien, lat 50,33, long 16,25)
Janov är en ort i Tjeckien. Den ligger i den nordöstra delen av landet, 130 km öster om huvudstaden Prag. Janov ligger 520 meter över havet och antalet invånare är 110.
Terrängen runt Janov är huvudsakligen kuperad, men västerut är den platt. Terrängen runt Janov sluttar västerut. Runt Janov är det glesbefolkat, med 11 invånare per kvadratkilometer. Närmaste större samhälle är Náchod, 11,3 km nordväst om Janov. I omgivningarna runt Janov växer i huvudsak blandskog.